# Moncrieffe v. Holder
Moncrieffe v. Holder ist eine  Grundsatzentscheidung, die der Oberste Gerichtshof der Vereinigten Staaten am 23. April 2013 mit einer Mehrheit von sieben zu zwei Richtern fällte.
Ihr zufolge stellt der Besitz einer kleinen Menge Marihuana durch einen Nichtbürger kein Schwerverbrechen dar, das eine Abschiebung rechtfertigt.

## Umstände
Kläger in der Sache war Adrian Moncrieffe, gebürtiger Jamaikaner, der in den Vereinigten Staaten 1984 rechtmäßig seinen ständigen Wohnsitz nahm. Im Jahr 2008 verhaftete die Polizei Moncrieffe, während er im Besitz von 1,3 Gramm Marihuana war. Moncrieffe bekannte sich vor einem Gericht in Georgia des Besitzes des Marihuanas schuldig.
Im Jahr 2010 leitete das Heimatschutzministerium ein Abschiebungsverfahren gegen Moncrieffe ein, da er als Ausländer wegen eines Schwerverbrechens und einer Betäubungsmittelstraftat („crontrolled substance offense“) verurteilt war.
Moncrieffe bestritt den Besitz nicht, argumentierte aber, dass der Akt, dessentwegen seine Verurteilung erfolgte, kein „Schwerverbrechen“ darstelle und er daher nicht abgeschoben werden dürfe.
Ein Einwanderungsrichter entschied jedoch, dass Moncrieffe abgeschoben werden könne, da seine Straftat ein Schwerverbrechen sei, weil Moncrieffe sich mit der Absicht in den Besitz des Marihuanas gebracht habe, damit zu handeln. Moncrieffe legte gegen diese Entscheidung Berufung ein. Das Board of Immigration Appeals folgte Moncrieffes Argumentation nicht und seine Ausweisungsverfügung wurde erneut bestätigt.

## Verhandlung vor dem Obersten Gerichtshof
Das Verfassungsgericht wandte sich daher an das untergeordnete Gericht um dessen Entscheidung zu überprüfen.
Die Frage, mit der sich der Oberste Gerichtshof auseinandersetzte, war also die folgende:
Stellt die Verurteilung nach einer Bestimmung des Landesrechts wegen des Besitzes von einer kleinen Menge Marihuana ein Schwerverbrechen dar, unabhängig davon, ob das Verhalten eine föderale Straftat darstellt?

## Aussage
Das Gericht wies die Argumente der Anklage, die Entscheidung, dass der Besitz einer kleinen Menge Marihuanas durch einen Nichtbürger kein Schwerverbrechen darstelle, verzögere unnötig Einwanderungsverfahren und mache es für Drogenhändler einfach, Abschiebungen zu vermeiden, zurück.
Das Gericht stellte fest, dass diejenigen Nichtbürger, die wegen des Handels mit größeren Mengen von Drogen verurteilt würden, weiterhin wahrscheinlich abgeschoben würden, so dass die Nichtverfügbarkeit obligatorischer Abschiebungen bei jeglichem Drogenbesitz keinesfalls bedeuten, dass Kriminelle automatisch in den USA bleiben könnten.
Die Benennung des Falls ergibt sich, amerikanischen Rechtstraditionen entsprechend, aus den Namen der beiden Prozessparteien sowie der Abkürzung für den aus dem Lateinischen entnommenen juristischen Fachausdruck „versus“ (deutsch: „gegen“).

## Einzelbelege
1. ↑  Ryan Campbell:  Marijuana and Immigration In: Huffington Post, 5. Juni 2013. Abgerufen im 12. Dezember 2015
2. ↑   "Moncrieffe v. Holder." Oyez. Chicago-Kent College of Law at Illinois Tech In: Oyez. Chicago-Kent College of Law at Illinois Tech. Abgerufen im 12. Dezember 2015